# 忘れえぬ魔女の物語
『忘れえぬ魔女の物語』（わすれえぬまじょのものがたり）は、宇佐楢春による日本のライトノベル作品。イラストはかも仮面が担当する。「第12回GA文庫大賞」金賞受賞作。GA文庫（SBクリエイティブ）にて2021年1月14日より刊行中。
やまだしゅらによるコミカライズ版が、2021年12月20日から2024年9月22日にかけてマンガUP!（スクウェア・エニックス）にて連載された。

## ストーリー
「今日」を何度も繰り返す呪いと超記憶症候群を同時に抱える相沢綾花。彼女は生まれたときから、同じ1日を平均して5回程度過ごしてから次の日へ進む人生を送っていた。複数回繰り返された1日の中から、いずれかがランダムで「採用」されることで次の日へ進む。選ばれる「1日」は必ずしも最良の日とは限らない。新鮮な気持ちを分かち合えず、一度知り合った人間から赤の他人のように振舞われる疎外感から、彼女は友達を作ることを諦めていた。
最初の高校の入学式で、綾花は同級生である稲葉未散と友達になる。通常ならば、相手と友達になれるのは複数の「1日」の中でも1回あるかどうか。残りは全て他人として1日を終え、結局友達になることなく次の日を迎えてしまう。しかし未散は、翌日も、そのまた翌日も綾花へ声をかけ、全ての1日で「初めての出会い」を繰り返すことになる。綾花と未散が出会わない日は一度もなく、二人は次第に親しくなっていく。綾花にとって初めての友達となる未散との関係は、繰り返される『今日』の中で少しずつ深まり、綾花の心境に変化を生じさせる。

## 登場人物
相沢 綾香（あいざわ あやか）
高校1年生。超記憶症候群を持ちながら、同じ1日を何度も繰り返す呪いに囚われている。翌日を迎えると記憶以外の全てがリセットされるため、心を閉ざし、友人を作ろうとしなかった。しかし、高校の入学式でクラスメイトの稲葉未散と出会うことで、心境に変化が生じ始める。
稲葉 未散（いなば みちる）
高校1年生。相沢綾香のクラスメイトであり、彼女にとっての初めての友達。人付き合いが上手く、クラスの中心的な存在。
水瀬 優花（みなせ ゆうか）
綾香のいとこ。23歳。綾香が1日を何度も繰り返す呪いに悩んでいることを知っている。

## 作風
ライターのタニグチリウイチによれば、本作は、ループものの時間構造を活用した独特な物語展開が特徴であるという。主人公・相沢綾花は、同じ1日を複数回繰り返し続ける特殊な人生を送っている。この設定は、従来のループもの作品に見られる、失敗を取り戻すために時間を巻き戻す形式とは一線を画している。選ばれる「1日」は必ずしも最良の日ではなく、時には失敗した日が固定されるため、繰り返すことで安心を得るどころか、より一層の絶望感を生む。宮澤伊織の『裏世界ピクニック』シリーズにも見られるような「百合SF」の要素を反映させながら、長い時間の牢獄に閉じ込められた綾花を通して、一度きりの時間が持つ価値を深く掘り下げているという。

## 既刊一覧

### 小説
- 宇佐楢春（著）・かも仮面（イラスト）『忘れえぬ魔女の物語』SBクリエイティブ〈GA文庫〉、既刊2巻
  1. 2021年1月14日発売[書誌 1]、ISBN 978-4-8156-0770-8
  2. 2021年4月14日発売[書誌 2]、ISBN 978-4-8156-0771-5

### 漫画
- 宇佐楢春（原作）・かも仮面（キャラクター原案）・やまだしゅら（漫画）『忘れえぬ魔女の物語』スクウェア・エニックス〈ガンガンコミックスUP!〉、全4巻
  1. 2022年5月7日発売[書誌 3][5]、ISBN 978-4-7575-7915-6
  2. 2022年12月7日発売[書誌 4]、ISBN 978-4-7575-8298-9
  3. 2023年9月7日発売[書誌 5]、ISBN 978-4-7575-8774-8
  4. 2024年10月7日発売[書誌 6]、ISBN 978-4-7575-9461-6

### 書誌情報出典
1. ↑  “忘れえぬ魔女の物語”.   SB Creative. 2024年10月13日閲覧。
2. ↑  “忘れえぬ魔女の物語２”.   SB Creative. 2024年10月13日閲覧。
3. ↑  “忘れえぬ魔女の物語 1”.   スクウェア・エニックス. 2024年10月13日閲覧。
4. ↑  “忘れえぬ魔女の物語 2”.   スクウェア・エニックス. 2024年10月13日閲覧。
5. ↑  “忘れえぬ魔女の物語 3”.   スクウェア・エニックス. 2024年10月13日閲覧。
6. ↑  “忘れえぬ魔女の物語 4”.   スクウェア・エニックス. 2024年10月13日閲覧。